# Pasiphaeoidea
Pasiphaeoidea is een superfamilie van kreeftachtigen uit de klasse van de Malacostraca (hogere kreeftachtigen).

## Familie
- Pasiphaeidae Dana, 1852